# Zwarte grondel
De zwarte grondel (Gobius niger) is een straalvinnige vis uit de familie van grondels (Gobiidae) en behoort daarmee tot de orde van baarsachtigen (Perciformes). De vis kan een lengte bereiken van 18 cm. De hoogst geregistreerde leeftijd is 4 jaar.

## Leefomgeving
De zwarte grondel komt in zeewater en brak water voor. De vis prefereert een gematigd klimaat en leeft hoofdzakelijk in de Atlantische Oceaan. Bovendien komt de zwarte grondel voor in de Middellandse Zee. De diepteverspreiding is 1 tot 75 meter onder het wateroppervlak.

## Relatie tot de mens
De zwarte grondel wordt sporadisch gevangen voor commerciële aquaria. Deze vissoort staat als gevoelig op de Nederlandse Rode Lijst maar niet op de internationale Rode Lijst van de IUCN.